# ストーム・フロント
ストーム・フロント（Storm Front）は、ビリー・ジョエルが1989年に発表したアルバム。

## 解説
フォリナーのミック・ジョーンズをプロデューサーに起用。ビリーは、ミックのソロ・アルバム『ミック・ジョーンズ』（1989年）にゲスト参加しており、同作に参加したジョー・リン・ターナー（元レインボー）も、本作にもゲスト参加した。「ザ・ダウンイースター"アレクサ"」は、長女アレクサの名前をタイトルに使用。
ビリーのアルバムとしては3作目となる全米1位獲得作。第1弾シングル「ハートにファイア」も全米1位を獲得し、更に「愛はイクストリーム」（全米6位）、「そして今は…」（全米37位）、「ザ・ダウンイースター"アレクサ"」（全米57位）、「(ザッツ)ノット・ハー・スタイル」（全米77位）といったシングル・ヒットも生んだ。
ジャケット写真の旗はアメリカの海上気象警報旗で「暴風警報」を意味しており、ビューフォート風力階級の風力10から12（風速24.5〜32.7m/s）を表している。

## 収録曲
全曲ビリー・ジョエル作。
1. (ザッツ)ノット・ハー・スタイル - "That's Not Her Style" - 5:18
2. ハートにファイア - "We Didn't Start the Fire" - 4:50
3. ザ・ダウンイースター"アレクサ" - "The Downeaster 'Alexa'" - 3:44
4. 愛はイクストリーム - "I Go to Extremes" - 4:22
5. シェイムレス - "Shameless" - 4:27
6. ストーム・フロント - "Storm Front" - 5:15
7. レニングラード - "Leningrad" - 4:04
8. 愛する君に - "State of Grace" - 4:28
9. ホエン・イン・ローマ - "When in Rome" - 4:46
10. そして今は… - "And So It Goes" - 3:38

## カヴァー
- 「愛はイクストリーム」は、ポール・アンカが『クラシックス・ソングス、マイ・ウェイ』（2007年）で取り上げた。
- 「シェイムレス」は、ガース・ブルックスが『Ropin' the Wind』（1991年）で取り上げた。
- 「そして今は…」は、イギリスのアカペラ・グループキングズ・シンガーズが2003年のアルバム『Cappella』で取り上げている。また、トリビュート・アルバム『WANNA BE THE PIANO MAN』（2006年）で渡辺美里が歌った。

## 参加ミュージシャン
- ビリー・ジョエル - ボーカル、ピアノ、クラビネット、アコーディオン、ハモンドオルガン、ハープシコード、シンセサイザー、パーカッション
- リバティ・デヴィート - ドラムス
- デヴィッド・ブラウン - ギター
- シューラー・ディール - ベース
- ジェフ・ジェイコブス - シンセサイザー
- クリスタル・タルフェロ - パーカッション、バッキング・ボーカル
- ミック・ジョーンズ - ギター(on 6. 8.)、バッキング・ボーカル
- レニー・ピケット - サックス(on 6. 9.)
- ザ・メンフィス・ホーンズ - ホーン(on 6.)
- ドミニク・コルテーゼ - アコーディオン(on 3. 7.)
- ドン・ブルックス - ハーモニカ(on 1.)
- ジョン・マホニー - キーボード(on 2. 3.)、キーボード・プログラミング(on 7.)
- サミー・メレンディノ - エレクトリック・パーカッション(on 2.)
- ケヴィン・ジョーンズ - キーボード・プログラミング(on 2.)
- ダグ・クリーガー - サウンド・エフェクト(on 2.)
- ビル・ザンピノ - コーラス・アレンジ(on 7.)
- アリフ・マーディン - オーケストラ・アレンジ(on 7.)
- リチャード・マークス - バッキング・ボーカル
- パティ・ダーシー - バッキング・ボーカル
- フランク・フロイド - バッキング・ボーカル
- ブライアン・ラグルス - バッキング・ボーカル
- ジョー・リン・ターナー - バッキング・ボーカル
- イアン・ロイド - バッキング・ボーカル
- チャック・アーノルド - バッキング・ボーカル
- ブレンダ・ホワイト・キング - バッキング・ボーカル
- カーティス・キング - バッキング・ボーカル